# 森警察署
森警察署（もりけいさつしょ、英語：Mori Police Stations，Hakodate Area，Hokkaido）は、北海道渡島地方の南東部に位置する、北海道警察函館方面本部が管轄する警察署の一つである。

## 管轄区域
- 茅部郡
  - 森町および鹿部町 - （渡島総合振興局管内）

## 所在地
- 北海道茅部郡森町字上台町299-6

## 沿革
- 1882年3月　函館警察署森分署として発足
- 1885年3月　森警察署として独立（その後、七飯警察署、函館警察署、八雲警察署の分署となる）
- 1923年6月　再び森警察署として独立
- 1948年3月　警察法施行に伴い、自治体警察森警察署と国家警察森地区警察署に分離
- 1952年6月　町村の警察維持に関する特例法により、森地区警察署に統合
- 1954年7月　警察法の改正により北海道警察に統合され函館方面森警察署と改称される
- 2004年12月　南茅部町が函館市と編入合併したことにより、管轄は、森町、砂原町、鹿部町の3町となる
- 2005年4月　森町、砂原町が対等合併したことにより、管轄が森町、鹿部町の2町となる

## 組織
- 署長
  - 副署長兼警務課長
  - 警務課（警務係、犯罪被害者支援係、相談係、管理係）
  - 会計係
  - 刑事・生活安全課（生活安全係、刑事係）
  - 地域・交通課（地域係、交通係）
  - 警備課（警備係）

## 駐在所および所在地

### 森町
- 石谷駐在所（字本茅部163）
- 駒ケ岳駐在所（字駒ケ岳225-5）
- 砂原駐在所（字砂原2-176-5）

### 鹿部町
- 鹿部駐在所（字宮浜346番地21）
  - 2025年（令和）7年3月3日開所式[1]（旧駐在所／字鹿部154番地3から移転・新築）

## 不祥事
2015年10月21日、渡島管内森町に居住する47歳パート従業員女性のもとに函館運転免許試験場から、身に覚えのないシートベルト違反により累積点数が6点に達したという内容で違反者講習通知書が郵送されてきたことから事は始まる。
通知書を受け取った女性は、翌日森警察署に赴き事情を説明。警察官に見せられた違反を自認した証の署名は明らかに自筆の署名ではなく、指紋を採取し捜査を開始。約10日後、ようやく違反をしていないという事実を警察官から告げられたが、森警察署幹部警察官は、この事実を外部に漏らさず内密にして欲しいと口止めしたが、どのような過程があってねつ造されたのか説明がないまま容疑者が逮捕された事だけが女性に連絡されるに至った。
捜査の結果、女性の反則切符は7月14日と9月27日の2回にわたって反則を捏造。1回目の7月14日に違反したとされる時間は、パート先での就労中。2回目の9月27日に違反したとされる時間は、長女と一緒に自宅にいた時間だった。両日とも反則切符の筆跡は他人により捏造されたものだった。その後、容疑者の巡査長は少なくとも40回以上にわたり、実際には違反していない人がシートベルト装着義務違反などをしたかのように偽り、点数切符の捏造を繰り返していたことが判明した。その刑事裁判の過程において、過去の違反者リストが存在しその中から森署管内の住民を選び、住所が変わっていないことを確認した上で、虚偽の点数切符を作成。自らの字体を変え、住民になりすまして署名し、指印を押していたことが明らかになった。
被告となった巡査長に、検察は懲役3年を求刑、2016年6月29日函館地方裁判所は、「悪質かつ常習的な犯行で、自分の職務の実績を上げるためという身勝手な動機にも酌量の余地はない」と指摘、そのうえで、「警察官を懲戒免職になりすでに社会的制裁を受けている」などとし被告に懲役3年、執行猶予5年の判決を言い渡した。